# Middleton Beach (Ort)
Middleton Beach ist ein Stadtteil der Stadt Albany im australischen Bundesstaat Western Australia.

## Geografie
Middleton Beach liegt östlich der Innenstadt am gleichnamigen Strand am King George Sound. Middleton Beach grenzt an die Stadtteile Seppings und Mira Mar im Norden, Mount Clarence im Westen und Port Albany im Süden.

## Infrastruktur

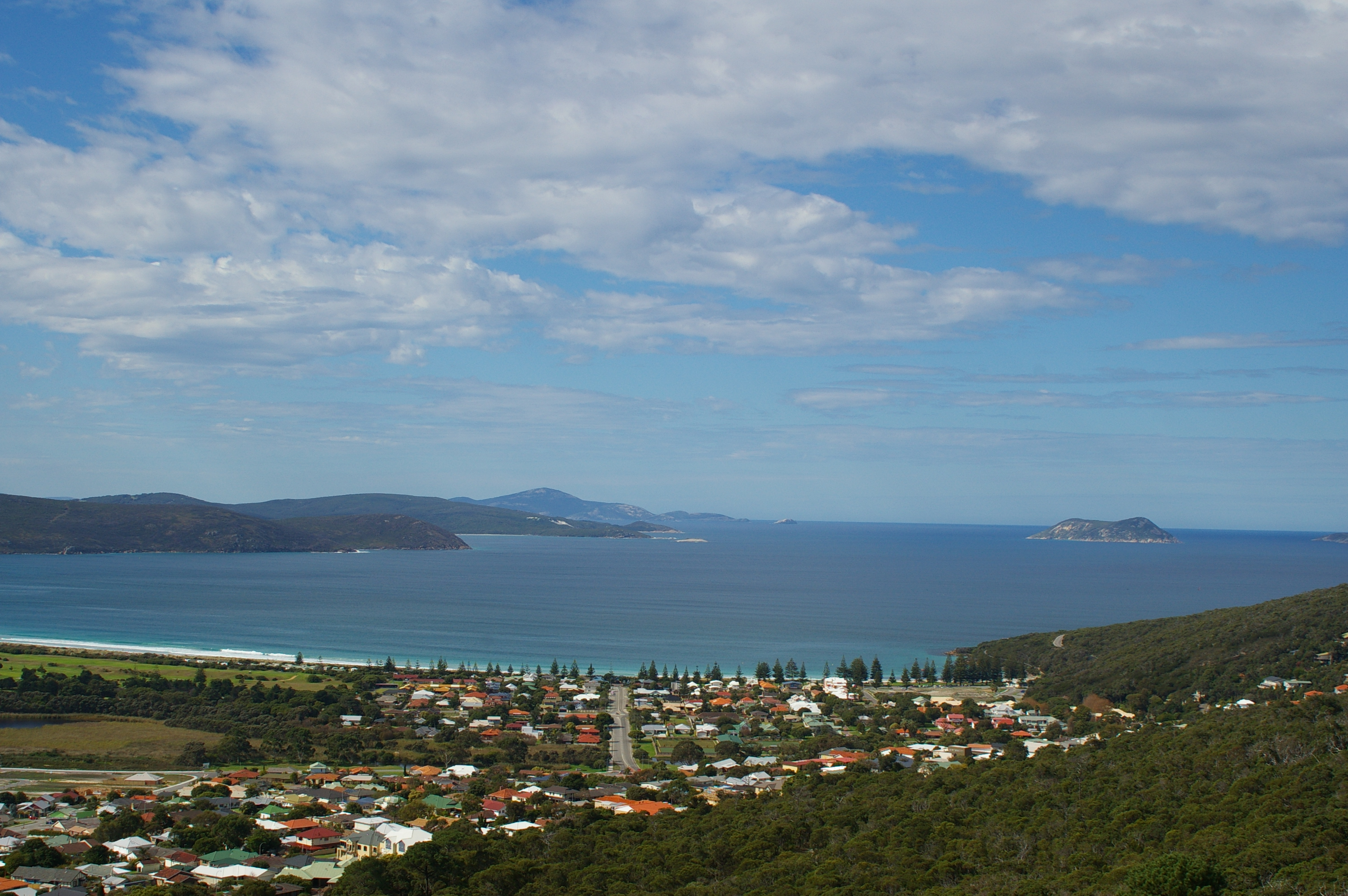
Blick über Middleton Beach auf den King George Sound

Der Ort bietet für Einwohner und Besucher einige Freizeits- und Erholungsorte. So liegt im Ort der Stadtpark Eyre Park mit Toiletten, Picknicktischen und Wasserspendern. Am Strand liegt ein Surf Life Saving Club, der den Strand bewacht. Des Weiteren gibt es Volleyballfelder und den 1996 geöffneten Ellen Cove Boardwalk. Im Sommer gibt es im Meer vorm Strand ein Ponton zu Vergnügungszwecken.
Der Ort ist über die Buslinie 803 zu erreichen.

## Bevölkerung
Der Ort Middleton Beach hatte 2016 eine Bevölkerung von 727 Menschen, davon sind 48,6 % männlich und 51,2 % weiblich. 0,7 % der Bewohner (fünf Personen) sind Aborigines oder Torres-Strait-Insulaner.
Das durchschnittliche Alter in Middleton Beach liegt bei 53 Jahren, fünfzehn Jahre über dem australischen Durchschnitt von 38 Jahren.